# Полет 676 на „Чайна Еърлайнс“
Полет 676 на „Чайна Еърлайнс“ е редовен международен полет от международното летище „Нгура Рай“, Бали, Индонезия, до международното летище „Чан Кай-Шеку“, Таоюан, Тайван, управляван от „Чайна Еърлайнс“. В понеделник, 16 февруари 1998 г., самолетът „Еърбъс A300B4-622R“, който лети по маршрута, се разбива в път и жилищен район в Таоюан, близо до международното летище „Чан Кай-Шеку“. На борда се намират 182-ма пътници и 14 души екипаж, всички от които загиват при удара на машината в земята. Допълнително 7 души са убити на земята.
Метеорологичните условия в района не са благоприятни, вали дъжд и има спусната мъгла. Причините за инцидента са няколко, сред които несъзнателното от екипажа изключване на автопилота, а така пилотите не правят нищо за да поемат активно управлението на самолета, защото смятат, че автопилотът ще инициира нужната маневра. В продължение на 11 секунди самолетът е под ничий контрол. След официално разследване в продължение на почти 2 години, окончателен доклад на специална работна група към Администрацията за гражданска авиация заключава, че пилотска грешка е причината за катастрофата на полет 676. Докладът завършва с критики към „Чайна Еърлайнс“ за „недостатъчно обучение“ и „лошо управление на ресурсите в пилотската кабина“.
По време на катастрофата това е най-смъртоносният авиационен инцидент на тайванска земя до катастрофата на самолета при полет 611 на „Чайна Еърлайнс“. Към 2025 г. катастрофата остава третият най-смъртоносен инцидент в историята на „Чайна Еърлайнс“. След инцидента полет номер 676 на „Чайна Еърлайнс“ е оттеглен и променен на полет 772 и се изпълнява от „Еърбъс A300“, докато не е заменен от самолет „Еърбъс A330“. „Еърбъс A300“ е във флота на „Чайна Еърлайнс“ до 2006 г., когато е заменен от самолетите „Еърбъс A300-300“ и „Боинг 747-400“. Катастрофата е представена в сезон 24, епизод 5 на канадската документална поредица „Разследване на самолетни катастрофи“, озаглавена „Единадесет смъртоносни секунди“.